# Chenopodium vulvaria
Il farinello puzzolente (Chenopodium vulvaria L.) è una pianta erbacea annuale appartenente alla famiglia delle Amarantacee, diffusa in tutta la penisola italiana. La pianta emana un caratteristico odore di pesce marcio in grado di permanere a lungo su mani e vestiti.

## Etimologia
L'epiteto specifico deriva dal termine latino vulva, in riferimento al caratteristico odore delle foglie schiacciate  che ricorda l'odore di pesce.
Il farinello puzzolente ha diversi nomi regionali:
- Èrba canén'na (EGL);
- Èrba mèrda (LMO);
- Èrba pota (PMS).

## Descrizione
Il farinello puzzolente ha un fusto molto ramificato, che può raggiungere un'altezza di 40 cm, e una radice fittonante molto sottile. Le foglie sono di forma romboidale, picciolate e, come quelle di Chenopodium album, sono bianco-polverulente su entrambe le pagine.

## Distribuzione e habitat
L'areale di questa specie si estende dall'Europa ad est sino alla Siberia sud-occidentale e al Pakistan, e a sud sino alla Macaronesia e al Nord Africa..
Nell'Italia meridionale è diffuso sino a 1800 m d'altitudine, mentre in quella settentrionale difficilmente può essere avvistato oltre gli 800 m.
È un'erba annuale che mal sopporta la competizione con altre specie e pertanto si ritrova negli incolti aridi e sassosi, tra le macerie e al margine delle strade.